# Atletismo nos Jogos Pan-Americanos de 2011 - Revezamento 4x400 m feminino
A competição do revezamento 4x400 m feminino foi um dos eventos do atletismo nos Jogos Pan-Americanos de 2011, em Guadalajara. Foi disputada no Estádio Telmex de Atletismo no dia 28 de outubro.

## Calendário
Horário local (UTC-6).
| Data          | Horário | Fase  |
| ------------- | ------- | ----- |
| 28 de outubro | 18:25   | Final |

## Medalhistas
|  | CUB Cuba                                                    |  | BRA Brasil                                                     |  | COL Colômbia                                                     |
|  | Aymée Martínez Diosmely Peña Susana Clement Daisurami Bonne |  | Joelma Sousa Geisa Coutinho Bárbara de Oliveira Jailma de Lima |  | Princesa Oliveros Norma González Evelis Aguilar Jennifer Padilla |

## Recordes
Recordes mundial e pan-americano antes da disputa dos Jogos Pan-Americanos de 2011.
| Tipo                             | Atleta          | Tempo   | Local        | Data                 |
| -------------------------------- | --------------- | ------- | ------------ | -------------------- |
|                                  | União Soviética | 3:15.17 | Seul         | 1 de outubro de 1988 |
| Recorde dos Jogos Pan-Americanos | Estados Unidos  | 3:23.35 | Indianápolis | 16 de agosto de 1987 |

## Resultados

### Final
| Pos.              | País                     | Atletas                                                             | Tempo   | Obs.             |
| ----------------- | ------------------------ | ------------------------------------------------------------------- | ------- | ---------------- |
| Medalha de ouro   | CUB Cuba                 | Aymée Martínez, Diosmely Peña, Susana Clement, Daisurami Bonne      | 3:28.09 |                  |
| Medalha de prata  | BRA Brasil               | Joelma Sousa, Geisa Coutinho, Bárbara de Oliveira, Jailma de Lima   | 3:29.59 |                  |
| Medalha de bronze | COL Colômbia             | Princesa Oliveros, Norma González, Evelis Aguilar, Jennifer Padilla | 3:29.94 | Recorde nacional |
| 4                 | USA Estados Unidos       | Ciara Short, Leslie Cole, Takecia Jameson, Mackenzie Hill           | 3:33.42 |                  |
| 5                 | MEX México               | Karla Saviñón, Gabriela Medina, Nallely Vela, Zudikey Rodríguez     | 3:40.07 |                  |
| 6                 | ECU Equador              | Pamela Chalá, Celene Cevallos, Erika Chávez, Lucy Jaramillo         | 3:45.59 |                  |
|                   | DOM República Dominicana |                                                                     | DNS     |                  |
|                   | JAM Jamaica              |                                                                     | DNS     |                  |

Legenda
| Recorde mundial                  | Recorde mundial (World record)               |                       | Recorde africano                      | Recorde africano (African) |                                           | Q | Classificado por posição (Qualified) |
| Recorde dos Jogos Pan-Americanos | Recorde pan-americano (Pan-American record)  | Recorde da América    | Recorde da América (Americas)         | q                          | Classificado por melhor tempo (Qualified) |   |                                      |
| Melhor marca do ano              | Melhor marca do ano (World leading)          | Recorde asiático      | Recorde asiático (Asian)              | DNS                        | Não largou (Did not start)                |   |                                      |
| Recorde nacional                 | Recorde nacional (National record)           | Recorde europeu       | Recorde europeu (European)            | DNF                        | Não terminou (Did not finish)             |   |                                      |
| Recorde pessoal                  | Recorde pessoal do atleta (Personal best)    | Recorde da Oceania    | Recorde da Oceania (Oceania)          | DSQ / DQ                   | Desclassificado (Disqualified)            |   |                                      |
| Recorde da temporada             | Recorde da temporada do atleta (Season best) | Recorde sul-americano | Recorde sul-americano (South America) | NM                         | Sem marca (No mark)                       |   |                                      |